# Lepomis
A Lepomis a sugarasúszójú halak (Actinopterygii) osztályának sügéralakúak (Perciformes) rendjébe, ezen belül a díszsügérfélék (Centrarchidae) családjába tartozó nem.

## Tudnivalók
A Lepomis-fajok édesvízi halak.
Egyes fajok 43,2 centiméter hosszúra is megnőnek, de a legtöbb faj hossza, csak 10-20 centiméter. A halak széles körben elterjedtek az Amerikai Egyesült Államok és Kanada tavaiban és folyóiban. Néhány fajt más kontinensekre is betelepítettek, ahol aztán káros fajoknak bizonyultak. Emiatt Németországban néhány Lepomis-fajjal tilos kereskedni. A családban jól szaporodó fajok vannak.

## A Lepomis-nem az ősidőkben
Az eddigi legkorábbra tehető Lepomis-faj a Lepomis microlophus. A faj a középső miocén korszakban jelent meg, mintegy 16,3 millió évvel ezelőtt és még manapság is él.

## Rendszerezés
A nembe az alábbi 13 faj tartozik:
- Lepomis auritus (Linnaeus, 1758) - típusfaj
- Lepomis cyanellus Rafinesque, 1819
- naphal (Lepomis gibbosus) (Linnaeus, 1758)
- Lepomis gulosus (Cuvier, 1829)
- Lepomis humilis (Girard, 1858)
- Lepomis macrochirus Rafinesque, 1819
- Lepomis marginatus (Holbrook, 1855)
- Lepomis megalotis (Rafinesque, 1820)
- Lepomis microlophus (Günther, 1859)
- Lepomis miniatus (Jordan, 1877)
- Lepomis peltastes Cope, 1870
- Lepomis punctatus (Valenciennes, 1831)
- Lepomis symmetricus Forbes, 1883

### Fordítás
- Ez a szócikk részben vagy egészben  a   Lepomis című angol Wikipédia-szócikk fordításán alapul.  Az eredeti cikk szerkesztőit annak laptörténete sorolja fel. Ez a jelzés csupán a megfogalmazás eredetét és a szerzői jogokat jelzi, nem szolgál a cikkben szereplő információk forrásmegjelöléseként.